# Riders of the Plains (film 1910)
Riders of the Plains è un cortometraggio muto del 1910 diretto da Edwin S. Porter.

## Produzione
Il film fu prodotto dalla Edison Manufacturing Company.

## Distribuzione
Distribuito dalla General Film Company, il film - un cortometraggio di 167,65 metri - uscì nelle sale cinematografiche statunitensi il 2 novembre 1910. Nelle proiezioni, veniva programmato con il sistema dello split reel, accorpato in un'unica bobina con un altro cortometraggio prodotto dalla Edison, il documentario Boy Scouts of America in Camp at Silver Bay, Lake George, N.Y..